# Joculator
Joculator là một chi of minute ốc biển, là động vật thân mềm chân bụng sống ở biển trong họ Cerithiopsidae. This genus was described by Hedley năm 1909.

## Các loài
Các loài thuộc chi Joculator bao gồm:
- Joculator brucei (Melvill & Standen, 1912)
- Joculator christiaensi Jay & Drivas, 2002
- Joculator eudeli Jay & Drivas, 2002
- Joculator fischeri Jay & Drivas, 2002
- Joculator keratochroma Jay & Drivas, 2002
- Joculator laseroni Jay & Drivas, 2002
- Joculator lozoueti Jay & Drivas, 2002
- Joculator megacephala Jay & Drivas, 2002
- Joculator melanoraphis Jay & Drivas, 2002
- Joculator mygaki Jay & Drivas, 2002
- Joculator myla Jay & Drivas, 2002
- Joculator phtyr Jay & Drivas, 2002
- Joculator psyllos Jay & Drivas, 2002
- Joculator salvati Jay & Drivas, 2002
- Joculator skolix Jay & Drivas, 2002
- Joculator thielei Jay & Drivas, 2002
- Joculator vignali Jay & Drivas, 2002